# Edmond Séchan
Pour les autres membres de la famille, voir Famille Séchan.
Edmond Séchan est un directeur de la photographie et réalisateur français, né le 20 septembre 1919 à Montpellier et mort le 7 juin 2002 à Courbevoie.

## Biographie
Surnommé Trotti, passionné par l'image, Edmond Séchan va se tailler une réputation d'excellent directeur de la photographie et se retrouve au générique de plusieurs films : L'Homme de Rio, Tendre Voyou, La Carapate, La Boum. Il travaille avec de grands réalisateurs (Jean Becker, Jean-Pierre Mocky, Philippe de Broca, Pierre Étaix), mais surtout accompagne Louis Malle et Jacques-Yves Cousteau sur l'aventure du Monde du silence.
Edmond Séchan réalise deux longs métrages dans les années 1960, qui ne connaissent pas de succès. En revanche, ses courts métrages lui assurent une moisson de prix prestigieux : Le Haricot, palme d'or du court métrage à Cannes en 1963, Toine, César du meilleur court métrage en 1981. Mais surtout, il fait partie du cercle restreint de Français à avoir décroché un Oscar à Hollywood en 1960 avec Histoire d'un poisson rouge, produit par Jacques-Yves Cousteau (catégorie "meilleur court métrage en prises de vues réelles") puis en 1975 avec Les borgnes sont rois, en collaboration avec Michel Leroy et produit par Paul Claudon.
Il est le fils de Louis Séchan, le frère d'Olivier Séchan, l'oncle du chanteur Renaud et de l'écrivain Thierry Séchan.

## Filmographie partielle

### Réalisateur
- 1957 : Niok l'éléphant - Court-métrage  (Grand Prix du Cinéma pour la Jeunesse au festival de Cannes 1957)
- 1959 : Histoire d'un poisson rouge - Court-métrage (Oscar du meilleur court métrage en prises de vues réelles)
- 1960 : L'Ours
- 1963 : Le Haricot - Court-métrage (Palme d'or du court métrage)
- 1968 : Pour un amour lointain
- 1974 : Les borgnes sont rois - Court-métrage (Oscar du meilleur court métrage en prises de vues réelles)
- 1978 : Cinéma 16 - téléfilm fantastique Photo souvenir -
- 1980 : Cinéma 16 - téléfilm Lundi
- 1980 : Toine - Court-métrage (César du meilleur court métrage de fiction)
- 1986 : Les Travailleurs de la mer

### Scénariste
- 1968 : Pour un amour lointain

### Chef opérateur
- 1950 : Savage Africa de Jacques Dupont
- 1953 : Crin-Blanc, moyen-métrage de Albert Lamorisse
- 1955 : Le Monde du silence, documentaire de Jacques-Yves Cousteau
- 1956 : Le Ballon rouge, moyen-métrage d'Albert Lamorisse
- 1957 : Les Aventures d'Arsène Lupin, de Jacques Becker
- 1957 : Mort en fraude, de Marcel Camus
- 1958 : Tamango (La Rivolta dell’Esperanza) de John Berry
- 1959 : Les Dragueurs, de Jean-Pierre Mocky
- 1961 : Le Triomphe de Michel Strogoff, de Victor Tourjansky
- 1963 : Ton ombre est la mienne d'André Michel
- 1963 : L'Homme de Rio, de Philippe de Broca
- 1963 : Le Grand Duc et l'Héritière de David Swift
- 1964 : Échappement libre, de Jean Becker
- 1964 : La Grande frousse, de Jean-Pierre Mocky
- 1965 : Le Ciel sur la tête, d'Yves Ciampi
- 1965 : Les Tribulations d'un chinois en Chine, de Philippe de Broca
- 1965 : Le Gendarme à New York, de Jean Girault
- 1965 : Monnaie de singe, d'Yves Robert
- 1966 : Tendre Voyou, de Jean Becker
- 1967 : Toutes folles de lui, de Norbert Carbonnaux
- 1967 : À cœur joie, de Serge Bourguignon
- 1969 : La Pince à ongles, court métrage de Jean-Claude Carrière
- 1970 : Sur un arbre perché, de Serge Korber
- 1973 : Le Lis de mer de Jacqueline Audry
- 1974 : À dossiers ouverts (épisode : L'Intrus), de Claude Boissol
- 1975 : D'amour et d'eau fraîche, de Jean-Pierre Blanc
- 1977 : Monsieur Papa de Philippe Monnier
- 1977 : Les Petits Câlins, de Jean-Marie Poiré
- 1978 : La Carapate, de Gérard Oury
- 1979 : L'Esprit de famille, de Jean-Pierre Blanc
- 1980 : La Boum, de Claude Pinoteau
- 1982 : La Boum 2, de Claude Pinoteau
- 1982 : Jamais avant le mariage, de Daniel Ceccaldi
- 1984 : La Septième Cible, de Claude Pinoteau
- 1984 : Les Morfalous, de Henri Verneuil
- 1984 : Joyeuses Pâques, de Georges Lautner